# دانشگاه لویولا مریمونت

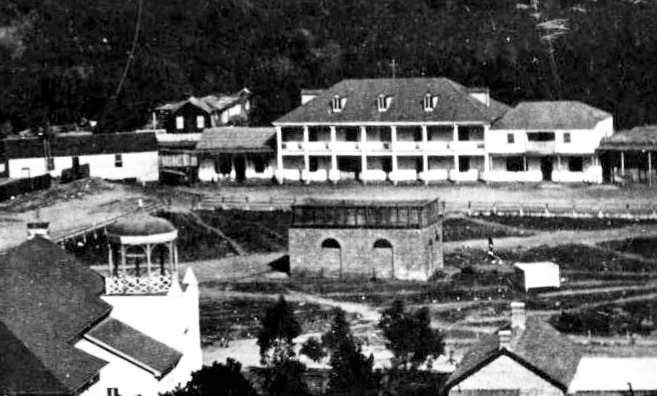
۱. کالج سنت وینسنت، در لوگو ادوبی در پلازا، ۱۸۶۵

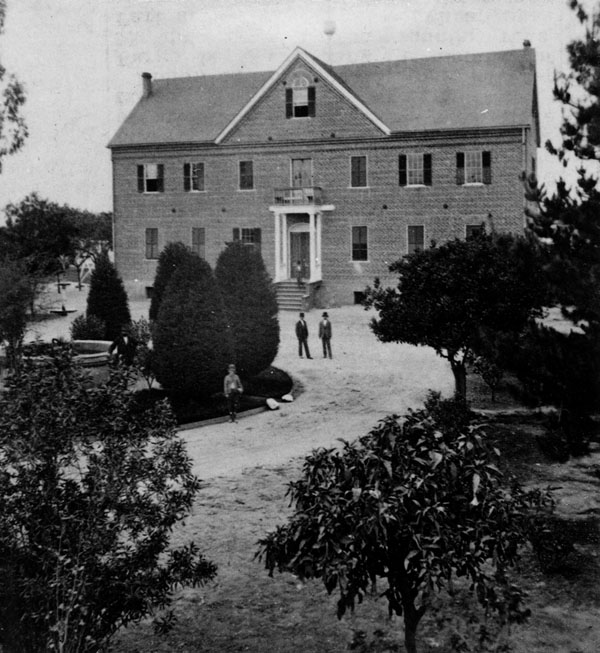
۲. کالج سنت وینسنت، اولین ساختمان در میدان پرشینگ، ۱۸۶۷

۳. کالج سنت وینسنت، ساختمان دوم در میدان پرشینگ، حدود ۱۸۷۵

دانشگاه لویولا مریمونت (LMU) یک دانشگاه خصوصی تحقیقاتی در لس آنجلس، کالیفرنیا است. دانشگاه کنونی محصول اولین مؤسسه آموزش عالی در کالیفرنیای جنوبی، کالج سنت وینسنت، است که توسط وینسنتی‌ها تا سال ۱۹۱۱ تأسیس و اداره می‌شد.
دانشگاه لویولا مریمونت ۵۵ مدرک کارشناسی ارشد را در شش کالج مقطع کارشناسی ارائه می‌دهد. بخش فارغ التحصیلان ۴۷ رشته کارشناسی ارشد، یک دکترای آموزشی، یک دکترا در علوم حقوقی، یک دکترای حقوقی و ۱۳ رشته معتبر ارائه می‌دهد.